# Schizogenius ferrugineus
Schizogenius ferrugineus är en skalbaggsart som beskrevs av Jules Putzeys. Schizogenius ferrugineus ingår i släktet Schizogenius och familjen jordlöpare. Inga underarter finns listade i Catalogue of Life.